# Dècada del 720
La dècada del 720 comprèn el període que va des de l'1 de gener del 720 fins al 31 de desembre del 729.

## Personatges destacats
- Carles Martell
- Yazid II
- Abd-ar-Rahman ibn Abd-Al·lah al-Ghafiqí
- Lleó III Isàuric